# Emblyna hoya
Emblyna hoya là một loài nhện trong họ Dictynidae.
Loài này thuộc chi Emblyna. Emblyna hoya được Ralph Vary Chamberlin & Wilton Ivie miêu tả năm 1941.